# Андрей, Штефан
Штефан Андрей (рум. Ştefan Andrei; 29 марта 1931, Подари — 31 августа 2014, Снагов) — румынский государственный и партийный деятель, дипломат.

## Биография
Родился в  очень бедной семье в Олтении, откуда был родом и Николае Чаушеску. В детстве он пас овец, но сумел несмотря на бедность получить образование. В 1954 году окончил гидромелиоративный факультет Политехнического института Бухареста. Член Румынской рабочей партии с 1957 года.
- В 1951 году — редактор международного отдела газеты «Искра молодежи»,
- В 1954—1960 годах — лаборант НИИ нефтегазовой промышленности,
- В 1961—1965 годах — заместитель председателя Совета сотрудничества с зарубежными странами.

С 1965 года занимал посты в аппарате ЦК Румынской компартии, был сначала заместителем заведующего, затем заведующим отделом международных связей ЦК РКП. В 1969—1972 годах. кандидат в члены ЦК РКП. С 1972 года — член ЦК РКП и секретарь ЦК РКП. С 1974 года — кандидат в члены Политисполкома ЦК РКП и член его Постоянного бюро. Поддерживал тесную связь с департаментом внешней разведки Секуритате и его начальником Николае Дойкару.
С 1975 года — депутат Великого национального собрания. С 1978 по 1985 годы занимал пост министра иностранных дел Румынии. Как министр, попытался уменьшить зависимость Румынии от Советского Союза, развивая отношения со странами АСЕАН: Индонезией, Малайзией,Сингапуром и Таиландом, также увеличивая торговлю и экономический обмен с африканскими странами: Гвинеей, Габоном, Анголой, Замбией, Мозамбиком, Бурунди, Суданом и Заиром.  С поста министра был уволен под влиянием первой леди Елены Чаушеску. На его место был назначен протеже Елены Илие Вэдува.
- В 1985—1987 годах — председатель Центрального совета по контролю в сфере экономики и социальной политики,
- В 1987—1989 годах — заместитель премьер-министра Социалистической Республики Румыния.

Член ЦК РКП (1972—1989), член Политисполкома ЦК РКП (1974—1989). Депутат Великого Национального собрания СРР (1975—1989).
После румынской революции 1989 года он был арестован и приговорён военным судом к двум годам и десяти месяцам тюремного заключения за поддержку кровавого разгона антиправительственных выступлений в 1989 году.
Был женат на актрисе Виолете Андрей (р. 1941).

## Награды и звания
Был награждён орденами Труда 3-й степени (1962), Звезды Социалистической Республики Румыния 3-й степени (1971) и 4-й степеней (1966), «23 августа» 1-й степени (1981).